# Ross Butler
Ross Fleming Butler (ur. 17 maja 1990 w Singapurze) – amerykański aktor filmowy i telewizyjny, model. Ukończył Langley High School (2008). Studiował przez rok na wydziale biomolekularnej i chemicznej inżynierii na Uniwersytecie Stanu Ohio.

## Filmografia
- The Gateway Life (2012) jako Allen
- Camp Sunshine (2013) jako Tony
- Star Seed (2014) jako Chris Choi
- Hollywood (2014) jako Chris
- Two Bedrooms (2014) jako Roy
- Rules Of The Trade (2014) jako Leroy
- Hacker's Game (2015) jako Jeremy
- Teen Beach 2 (2015) jako Spencer
- Perfect High (2015) jako Nate
- Pojedynek na życie (2015) jako Hunter
- Teen Wolf: Nastoletni wilkołak (2016) jako Nathan
- Riverdale (2016–2017) jako Reggie Mantle
- K.C. nastoletnia agentka (2015–2017) jako Brett Willis
- Trzynaście powodów (2017–2019) jako Zach Dempsey
- Shazam! (2019) jako dorosły Eugene Choi
- Do wszystkich chłopców: P.S. Wciąż cię kocham (2020) jako Trevor
- Do wszystkich chłopców: Zawsze i na zawsze (2021) jako Trevor